# Nikola Popara
Nikola Popara (in serbo Никола Попара?; Trebigne, 8 marzo 1992) è un calciatore bosniaco, centrocampista svincolato.

## Carriera

### Club
Ha giocato nella massima serie dei campionati serbo, montenegrino e bosniaco.